# RockOut Fest
RockOut Fest (antiguamente llamado Maquinaria Festival) es un festival de música de distintos estilos pero principalmente Rock, nacido en Sao Paulo el año 2008, luego de dos versiones en Sao Paulo, la productora chilena Transistor compró y exportó la marca a Chile para realizarlo el 9 de octubre de 2010 en el Club Hípico de Santiago de Chile con bandas como Queens of the Stone Age, Incubus, Linkin Park y Pixies como headliners, además de realizar sideshows con Rage Against The Machine, The Mars Volta y Suicidal Tendencies.
Luego de la primera exitosa versión, en 2011 en el mismo recinto se lleva a cabo una segunda versión con Faith No More, Megadeth, Alice In Chains, Down, Chris Cornell, Stone Temple Pilots, Snoop Dogg, Sonic Youth, Primus y Damian Marley esta vez como headliners los días 12 y 13 de noviembre.
Con dos versiones al hombro, la productora Transistor decide cambiar de recinto para el año 2012, al Club de Campo Las Vizcachas con opción de campamento y firma alianzas con productoras en Argentina y México para realizar versiones locales, con similares Line-Up, entre el 1 y 11 de noviembre de 2012. En Ciudad de México (1, 2 y 3), Guadalajara (3 y 4), Buenos Aires (8 y 9) para finalizar en Santiago de Chile el 10 y 11 de noviembre. Marilyn Manson, Slayer, The Prodigy, y Calle 13 son los headliners en todos los países junto nombres como Deftones (excepto Buenos Aires), Gogol Bordello, Apolo, Mastodon, Stone Sour, Cavalera Conspiracy, Slash (sólo Chile) y Kiss (artista exclusivo para Chile).
En agosto del 2014 la productora Transistor cambia la denominación de Maquinaria Festival y pasa a ser llamado Rockout Festival, realizando su primera edición únicamente en Santiago de Chile. Se ha confirmado a segunda edición para septiembre de 2016.

## Historia
Referencia en materia de entretenimiento, el Maquinaria Festival nació con la intención de exportar su espíritu y filosofía a las nuevas esferas globales, creando un frente cultural. Un evento brasileño y luego chileno, con repercusión internacional. Sinónimo de vanguardia y después de un comienzo con el pie derecho, el festival da ahora su paso más ambicioso al llevar a las Américas Central y del Sur un concepto que ya conquistó a millones de personas por todo el mundo.
Y la elección de países como México, Argentina y Paraguay para ser sede un evento tan grandioso no es mera casualidad. Son países de cultura efervescente, que exportan su patrimonio histórico y que palpitan y emanan modernidad. Estos países comparten su vivacidad y evolución del arte contemporáneo con nuestro festival; ampliando e estimulando la creación en su sentido más amplio.
Maquinaria Festival representa un capítulo aparte: como un acontecimiento en que el arte se suma a la música, en total sintonía. Y existe con el propósito de ser un punto de encuentro entre el público y lo mejor de la escena artística mundial. Un evento, sencillamente, único. 
El año 2010 Maquinaria Festival aterrizó en Chile para revolucionar todo el mercado de festivales, nunca se había realizado un evento de tal magnitud en Santiago ni en regiones, la trayectoria internacional de las bandas que han estado en escena en ambas versiones son insuperables, Maquinaria Festival se ha convertido en el festival de los chilenos, donde la algarabía y pasión por la música se ha reflejado en las dos grandiosas versiones.
En 2012, la máquina llega con fuerza total y convoca a todas las tribus de las Américas del Sur y Central, para expandir fronteras y unir fuerzas. 
Reforzando las conexiones entre el arte y la tecnología, la nueva edición de Maquinaria Festival será más ecléctica y tan sorprendente como fueron sus ediciones pasadas. La razón es que Maquinaria avanza, año a año, con un repertorio que mezcla sonidos y sensaciones. Un concepto probado y elogiado por fanáticos y medios en Brasil y Chile. 
Fue pensado en la emoción de las personas que creamos una máquina sonora artística y consciente, capaz de descubrir la diversidad. No basta sólo con ofrecer un evento a la altura de los festivales del Viejo Continente. Es necesario crear un movimiento…una sinergia plena entre el producto ofrecido y las personas, ya que si no fuera por los fanáticos, nada de esto valdría la pena.
En agosto del 2014 la productora Transistor cambia la denominación de Maquinaria Festival y pasa a ser llamado Rockout Festival, el cual en esta ocasión solo tendrá una fecha en Santiago de Chile. La fecha de realización de este festival es el 6 de diciembre de 2014 en el Espacio Broadway.

## Ediciones

### Chile
| Maquinaria Festival             | Maquinaria Festival                | Maquinaria Festival |
| Fecha                           | Lugar                              | Asistencia          |
| ------------------------------- | ---------------------------------- | ------------------- |
| 9 de octubre de 2010            | Club Hípico                        | 40.000              |
| 11 de octubre de 2010*          | Estadio Bicentenario de La Florida | 20.000 aprox.       |
| 12 y el 13 de noviembre de 2011 | Club Hípico                        | 100.000             |
| 10 y el 11 de noviembre de 2012 | Club de Campo Las Vizcachas        | 70.000              |

* Esta segunda versión se realizó como Side Show debido a que los artistas inicialmente se presentarían en el festival pero al final tocaron dos días más tarde
| RockOut Fest            | RockOut Fest                   | RockOut Fest |
| Fecha                   | Lugar                          | Asistencia   |
| ----------------------- | ------------------------------ | ------------ |
| 6 de diciembre de 2014  | Espacio Broadway               | 12.000       |
| 3 de septiembre de 2016 | Estadio Santa Laura            | 30.000       |
| 11 de noviembre de 2017 | Velódromo del Estadio Nacional | Cancelado    |
| 10 de noviembre de 2022 | Estadio Santa Laura            | 20.000       |

### Argentina
| RockOut                 | RockOut                                             | RockOut    |
| Fecha                   | Lugar                                               | Asistencia |
| ----------------------- | --------------------------------------------------- | ---------- |
| 6 de septiembre de 2016 | Estadio Cubierto Malvinas Argentinas (Buenos Aires) |            |
| 7 de noviembre de 2017  | Teatro Flores (Buenos Aires)                        |            |

## Resumen por año, Chile

### Maquinaria Festival Chile 2010
| Día 1 - sábado 9 de octubre | Día 1 - sábado 9 de octubre | Día 1 - sábado 9 de octubre |
| Escenario Verde             | Escenario Rojo              | Escenario Azul              |
| --------------------------- | --------------------------- | --------------------------- |
| Linkin Park                 | Incubus                     | Cansei de Ser Sexy          |
| Queens of the Stone Age     | Pixies                      | Aeroplane                   |
| Cavalera Conspiracy         | Yo la Tengo                 | Erol Alkan                  |
| Alain Johannes              | El Otro Yo                  | Reactable Live              |
| Pedro Piedra                | Hoppo!                      | DJ Bitman                   |
|                             | Beto Cuevas                 | Rahzel                      |
|                             |                             | Movimiento Original         |
|                             |                             | Como Asesinar a Felipes     |
|                             |                             | Matenlo                     |

| Día 2 - lunes 11 de octubre |
| Main Stage                  |
| --------------------------- |
| Rage Against The Machine    |
| The Mars Volta              |
| Suicidal Tendencies         |

Además del festival principal, ciertos artistas tocaron aparte como Sideshows, principalmente en lugares más íntimos, días antes o después de Maquinaria. Artistas como Air, Incubus y Pixies hicieron sus respectivos sideshows en el Teatro La Cúpula ubicada en el Parque O'Higgins. Por otro lado, se realizó un show usando la marca "Maquinaria" debido a que los artistas inicialmente se presentarían en el festival pero al final tocaron dos días más tarde en el Estadio Bicentenario Municipal de La Florida donde estuvo Rage Against The Machine junto a The Mars Volta y Suicidal Tendencies.
Curiosidades
- El sideshow de Incubus fue de carácter benéfico para recaudar dinero para las familias de los 33 Mineros tras el Derrumbe de la mina San José. La travesía de la banda en Chile fue grabada para un pequeño documental lanzado en Navidad.
- En el sideshow de Pixies se interpretaron 33 canciones (35 en total) en honor a los 33 Mineros, que en aquel día estaban siendo sacados de la mina. Oficialmente, fue el setlist más largo que ha hecho la banda en todos sus años de carrera.
- Hubo rumores de una polémica entre Linkin Park y Erol Alkan donde se dijo que el representante de Linkin Park mandó a cortar el show de Erol Alkan porque se mezclaban los sonidos de los escenarios verde y azul.

### Maquinaria Festival Chile 2011
El festival 2011, se llevó a cabo los días 12 y 13 de noviembre en el Club Hípico de Santiago, donde asistieron más de 100.000 personas en los dos intensos días de música, el festival estuvo conformado por 3 escenarios.
| Sábado 12 de noviembre      | Sábado 12 de noviembre | Sábado 12 de noviembre               |
| Claro-Sony Ericsson Stage   | Transistor Stage       | Lenovo Stage                         |
| --------------------------- | ---------------------- | ------------------------------------ |
| Faith No More               | Megadeth               | Matias Aguayo                        |
| Alice in Chains             | Chris Cornell          | Bag Raiders                          |
| Black Rebel Motorcycle Club | Down                   | Matanza                              |
| Pepper                      | Loaded                 | Vicarious Bliss                      |
|                             |                        | The Magician                         |
|                             |                        | Members of Morphine and Jeremy Lyons |
|                             |                        | Alain Johannes                       |
|                             |                        | The Black Angels                     |
|                             |                        | Perrosky                             |
|                             |                        | The Ganjas                           |

| Domingo 13 de noviembre   | Domingo 13 de noviembre | Domingo 13 de noviembre |
| Claro-Sony Ericsson Stage | Transistor Stage        | Lenovo Stage            |
| ------------------------- | ----------------------- | ----------------------- |
| Snoop Dogg                | Stone Temple Pilots     | Tiga                    |
| Damian Marley             | Primus                  | Crystal Castles         |
| Violadores del Verso      | Sonic Youth             | Gui Boratto             |
| Movimiento Original       | Miyavi                  | James Murphy            |
|                           |                         | Ellen Allien            |
|                           |                         | Joja                    |
|                           |                         | Inspiral Carpets        |
|                           |                         | Francisca Valenzuela    |
|                           |                         | Gepe                    |
|                           |                         | Luis Flores             |

### Maquinaria Festival Chile 2012
La tercera edición de Maquinaria Festival se llevó a cabo los días 10 y 11 de noviembre de 2012, en el Club de Campo Las Vizcachas. Un nuevo recinto, donde por primera vez cerca de dos mil personas pudieron acampar y donde el contacto con el ambiente fue piedra angular del encuentro. Durante sus dos jornadas, se congregaron en total cerca de 70 mil personas que disfrutaron de bandas como Kiss, Calle 13, Slayer, Marilyn Manson, Mastodon, Stone Sour y Deftones, entre otras.
Una de las cualidades de esta versión, fue el diseño exclusivo de los escenarios, a cargo del artista sicodélico Alex Grey. Además de llevar a cabo dichos diseños, Grey realizó un Live Paint Act durante la primera jornada.
De igual forma, gran parte de los artistas invitados llegaron al tour –que en esta ocasión sumó plazas en México y Argentina, presentado nuevos discos. En algunos casos recién editados y en otros a pocos días de salir al mercado. En ambos casos se contabiliza a Kiss con “Monster”, Marilyn Manson con “Born Villain” o Deftones y “Koi no Yokan”. Por otro lado, hubo músicos que llegaron por primera vez a Chile; Nero y Mastodon fueron algunos de ellos.
| Sábado 10 de noviembre | Sábado 10 de noviembre | Sábado 10 de noviembre | Sábado 10 de noviembre  |
| Hp/Windows Stage       | Maquinaria Stage       | Pepsi Stage            | Transistor Stage        |
| ---------------------- | ---------------------- | ---------------------- | ----------------------- |
| Slayer                 | Kiss                   | Marky Ramone           | Mixhell                 |
| Stone Sour             | Marilyn Manson         | Criminal               | Chino Moreno (Dj Set)   |
| Hielo Negro            | Mastodon               | Cavalera Conspiracy    | Los Peores de Chile     |
|                        |                        | Yajaira                | Como Asesinar a Felipes |
|                        |                        | República              | Project 46              |

| Domingo 11 de noviembre | Domingo 11 de noviembre | Domingo 11 de noviembre | Domingo 11 de noviembre |
| Hp/Windows Stage        | Maquinaria Stage        | Pepsi Stage             | Transistor Stage        |
| ----------------------- | ----------------------- | ----------------------- | ----------------------- |
| The Prodigy             |                         | Aguaturbia              | Knife Party             |
| Deftones                | Calle 13                | Jorge Gonzales          | Nero(Dj Set)            |
| Gogol Bordello          | Slash                   | Los Tres                | Raff vs Bitman          |
| Kita                    | Pánico                  | Camila Moreno           | Prefiero Fernández      |
|                         |                         | Villa Cariño            | The Suicide Bitches     |

### RockOut Fest Chile 2014
La primera edición del festival bajo la denominación Rockout Fest se llevó a cabo el 6 de diciembre de 2014, en Espacio Broadway de Santiago de Chile. Inicialmente las bandas estadounidenses Primus, Devo y Fantômas estuvieron entre las primeras confirmaciones como cabezas de cartel. Entre las últimas incorporaciones destacó la de Extremoduro que, siendo tan sólo su segunda visita en territorio chileno, se encargó de cerrar con la actuación más larga del festival afianzándose como la cuarta principal atracción del evento. Las bandas estadounidenses de Melvins, Blind Melon y Thurston Moore Band junto a los argentinos Dos Minutos completaron el cartel con diversas agrupaciones de ámbito nacional como Hielo Negro, Los Peores de Chile o Machuca. Las bandas en cada escenario, por orden inverso de actuación, fueron:
| Sábado 6 de diciembre | Sábado 6 de diciembre | Sábado 6 de diciembre | Sábado 6 de diciembre |
| Monster Stage         | Transistor Stage      | Escudo Stage          |                       |
| --------------------- | --------------------- | --------------------- | --------------------- |
| Primus                | Extremoduro           | Dos Minutos           |                       |
| Fantômas              | Devo                  | Los Peores de Chile   |                       |
| Melvins               | Blind Melon           | Hielo Negro           |                       |
| Helmet                | Thurston Moore Band   | Los Morton            |                       |
|                       | Como Asesinar Felipes | Rama                  |                       |
|                       |                       | Machuca               |                       |

### RockOut Fest Chile 2016
La segunda edición del festival bajo la denominación Rockout Fest se llevó a cabo el 3 de septiembre de 2016 en el Estadio Santa Laura en Santiago de Chile.
| The Offspring | Rammstein     |
| Dead Kennedys | Meshuggah     |
| Anti-Flag     | Hellyeah      |
| Valium        | All Tomorrows |

### RockOut Fest Chile 2017  (Cancelado)
La tercera edición del festival bajo la denominación Rockout Fest se realizaría el 11 de noviembre de 2017 en el Velódromo del Estadio Nacional, pero debido a baja venta de entradas, la productora del evento se vio obligada a cancelar el evento. A pesar de ello, hubo artistas que se presentaron individualmente (Zakk Sabbath, Eterna Inocencia y Attaque 77 con Kuervos del Sur). 
Los artistas programados para dicho festival eran: 
| Sábado 11 de noviembre |
| ---------------------- |
| Opeth                  |
| Bad Religion           |
| Divididos              |
| Attaque 77             |
| Zakk Sabbath           |
| Eterna Inocencia       |
| Kuervos del Sur        |
| Tenemos Explosivos     |

### RockOut Fest Chile 2022
La Cuarta edición del festival bajo la denominación Rockout Fest se llevará a cabo el 10 de noviembre de 2022 en el Estadio Santa Laura en Santiago de Chile. 
| Jueves 10 de noviembre |
| ---------------------- |
| The Killers            |
| LP                     |
| Miranda                |
| Fother Muckers         |
| Las Ligas Menores      |
| We Are The Grand       |

- Molchat Doma (Estaban programados para presentarse en el festival pero debido a problemas en su visa de trabajo su presentación fue cancelada)

## Resumen por año, Argentina

### RockOut Fest Argentina 2016
| Martes 7 de Noviembre |
| Line-Up               |
| --------------------- |
| Bad Religion          |
| Eterna Inocencia      |
| Lash Out              |

| Sábado 10 de noviembre |
| Main Stage             |
| ---------------------- |
| The Offspring          |
| Cadena Perpetua        |
| Dead Kennedys          |
| Anti-Flag              |
| Lash Out               |
| Los Pestos             |